# Ahmed Cemal Pascià
Ahmed Cemal, noto anche come Cemâl Paşa, Cemal Pascià, Gemal Pascià, Djemal Pasha o Jamal Basha (Mitilene, 6 maggio 1872 – Tbilisi, 21 luglio 1922), è stato un generale e politico turco.
Con Ismail Enver e Mehmed Talat, fece parte del triumvirato militare detto dei Tre Pascià che guidò l'Impero ottomano dal 1913 alla fine della prima guerra mondiale, come loro fu membro della Massoneria. I tre furono i responsabili del genocidio armeno, del genocidio degli assiri e del genocidio dei greci del Ponto.

## Biografia

### Prima guerra mondiale
Dopo l'entrata in guerra dell'Impero ottomano contro l'intesa, Cemal ed Enver presero il controllo diretto delle forze armate ottomane; Cemal ottenne di guidare la quarta armata al confine con l'Egitto, mentre Enver prese la Terza che schierò sul Caucaso.
Cemal tentò di occupare il canale di Suez, ma si bloccò davanti esso per tutto il 1915 e 1916 fino a quando gli Inglesi non lo respinsero indietro.
Dopo la fine delle ostilità, scappò con Enver e Talat da Costantinopoli e si dispersero, andando in esilio.

### Esilio e morte
Cemal e il suo segretario furono assassinati da Stepan Dzaghigian, Artashes Gevorgyan e Petros Ter Poghosyan nell'ambito dell'operazione Nemesis, volta a vendicare il genocidio armeno.